# Division de Peshawar
La division de Peshawar (en ourdou : پشاور ڈویژن) est une subdivision administrative du centre de la province de Khyber Pakhtunkhwa au Pakistan. Elle compte près de 10 millions d'habitants en 2023, et sa capitale est Peshawar. Elle comprend cinq districts depuis 2018 et l'abolition des régions tribales.
La division regroupe les districts suivant :
- district de Peshawar
- district de Nowshera
- district de Charsadda
- district de Khyber, depuis 2018
- district de Mohmand, depuis 2018

Frontalière avec l'Afghanistan, la division est majoritairement peuplée de Pachtounes, et sa frontière est contestée par le pays voisin. Sa capitale Peshawar est l'une des plus grandes villes du pays, mais sa partie orientale frontière de l'Afghanistan est essentiellement rurale et pauvre. La division est touchée par l'insurrection islamiste au Pakistan et les opérations de l'armée pakistanaise contre les insurgés talibans. Elle comprend la passe de Khyber, l'un des principaux passages frontaliers avec l'Afghanistan.

## Histoire
La subdivision est créée à la fin du XIXe siècle par le pouvoir colonial du Raj britannique. Elle est alors connue sous le nom de « district de Peshawar », plus large que l'actuel district, mais qui ne prend alors pas en compte les districts des anciennes Régions tribales.
Comme l'ensemble des divisions pakistanaises, la subdivision a été abrogée en 2000 avant d'être rétablie en 2008. En 2018, avec la réforme supprimant les régions tribales, les districts Khyber et Mohmand rejoignent la division.

## Démographie

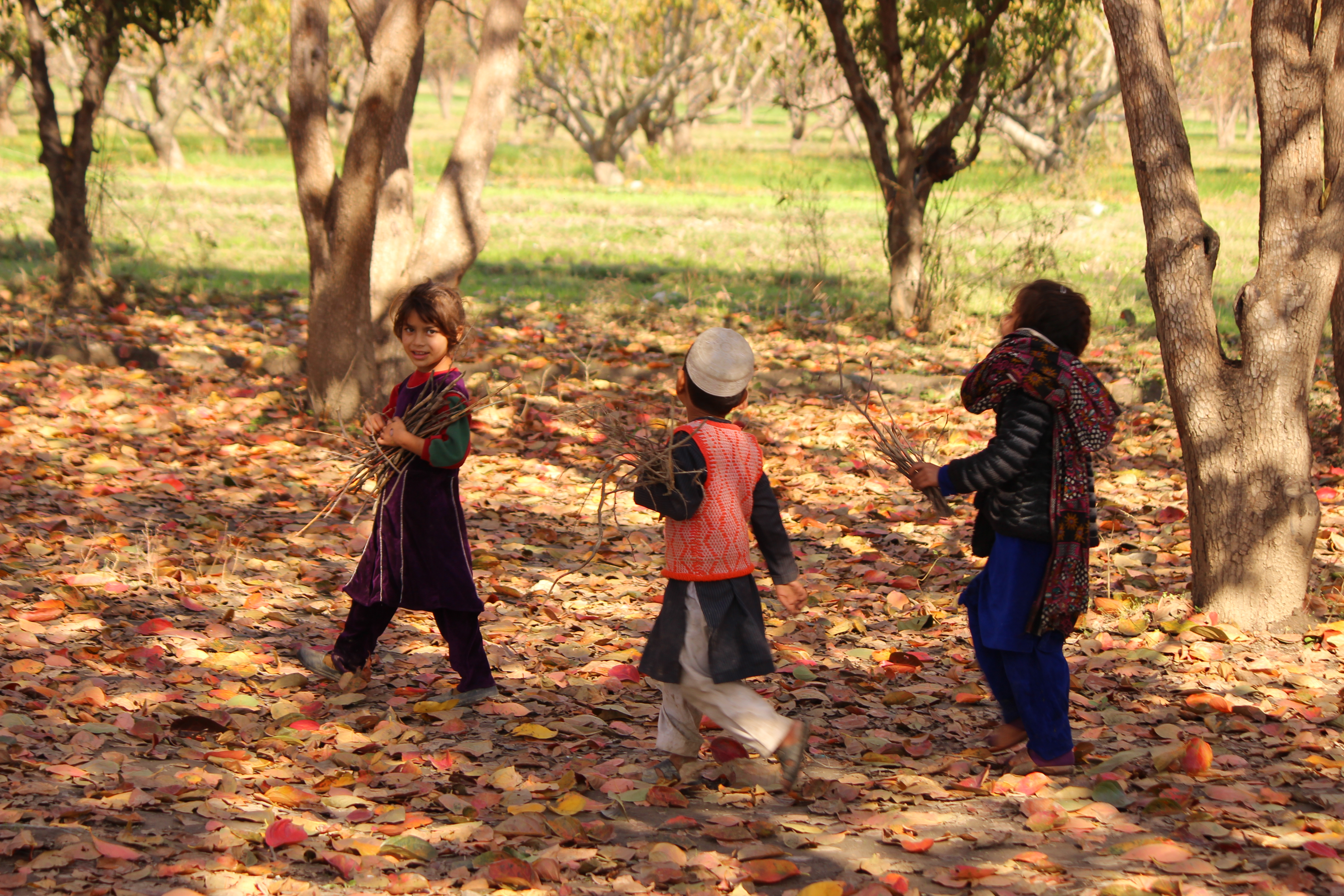
Enfants ramassant du bois pour la cuisine dans le district de Khyber.

La population de la division s'affiche à 10 035 171 habitants selon le recensement de 2023, dont 26 % sont urbains, pour deux-tiers des habitants de Peshawar. 
L'alphabétisation s'établit à 51 %, le même niveau que la moyenne provinciale, dont 64 % pour les hommes et 38 % pour les femmes. 
La grande majorité des habitants de la division sont des Pachtounes et la langue la plus parlée est le pachto, pour près de 95,7 % d'après le recensement de 2023. On compte une petite communauté de locuteurs de l'hindko (2,3 %), ainsi qu'une petite minorité d'ourdouphones (1 %).

## Religion

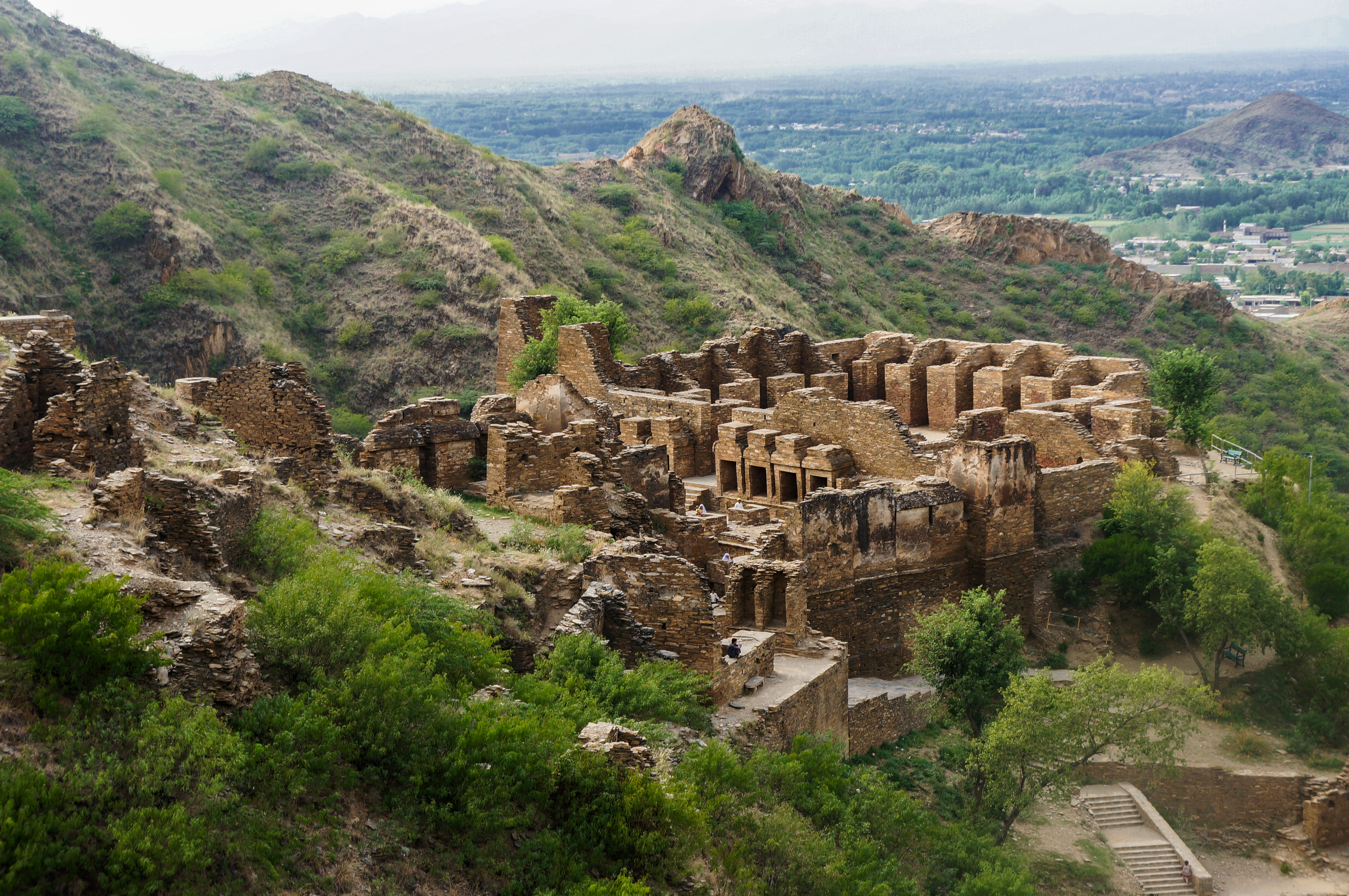
Les vestiges du site bouddhiste Takht-i-Bahi.

Largement majoritairement musulmane, la division comprenait toutefois une importante minorité hindouiste (environ 6 % en 1941) et une communauté sikhe (3 %) avant la partition des Indes et la création du Pakistan en 1947. Dans un contexte d'affrontements inter-religieux, les communautés non-musulmanes ont largement fuit la région pour s'installer en Inde. Depuis lors, la population est quasi-exclusivement musulmane. Selon le recensement de 2023, les hindous et sikhs représentent moins de 0,1 % de la population, soit environ 4 000 individus, dont 1 500 sikhs vivant essentiellement à Peshawar. Les chrétiens forment aujourd'hui la première minorité religieuse : presque 52 000 fidèles ou 0,5 % de la population.
| Religion      | 1881    | 1881    | 1901    | 1901    | 1921    | 1921    | 1941,   | 1941,   |
| Religion      | Pop.    | %       | Pop.    | %       | Pop.    | %       | Pop.    | %       |
| ------------- | ------- | ------- | ------- | ------- | ------- | ------- | ------- | ------- |
| Islam         | 546 117 | 92,14 % | 732 870 | 92,92 % | 836 222 | 92,16 % | 769 589 | 90,35 % |
| Hindouisme    | 39 321  | 6,63 %  | 40 183  | 5,09 %  | 48 144  | 5,31 %  | 51 212  | 6,01 %  |
| Christianisme | 4 088   | 0,69 %  | 4 288   | 0,54 %  | 7 652   | 0,84 %  | 6 890   | 0,81 %  |
| Sikhisme      | 3 103   | 0,52 %  | 11 318  | 1,44 %  | 15 326  | 1,69 %  | 24 030  | 2,82 %  |
| Zoroastrisme  | 39      | 0,01 %  | 46      | 0,01 %  | 20      | 0 %     | 24      | 0 %     |
| Jaïnisme      | 3       | 0 %     | 0       | 0 %     | 3       | 0 %     | 0       | 0 %     |
| Bouddhisme    | 0       | 0 %     | 0       | 0 %     | 0       | 0 %     | 18      | 0 %     |
| Judaïsme      | NC      | NC      | 4       | 0 %     | 1       | 0 %     | 70      | 0,01 %  |
| Total         | 592 674 | 100 %   | 788 707 | 100 %   | 907 367 | 100 %   | 851 833 | 100 %   |

## Administration

### Villes

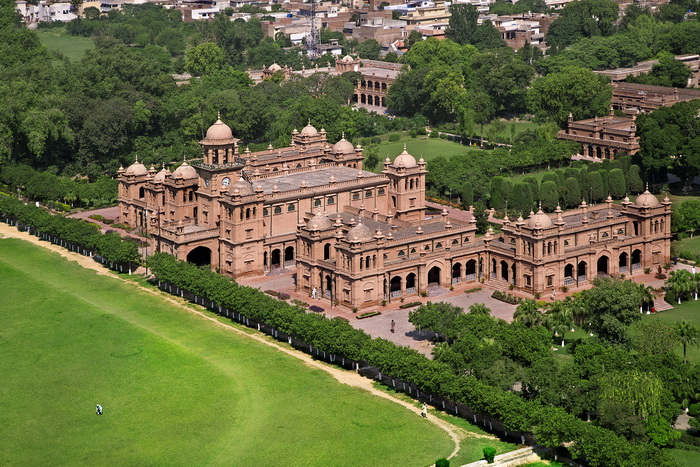
LIslamia College University de Peshawar.

Un quart de la population de la division vit en ville, pour les deux-tiers au sein de la capitale Peshawar, l'une des principales villes du pays. La division comprend un total de 13 villes. 

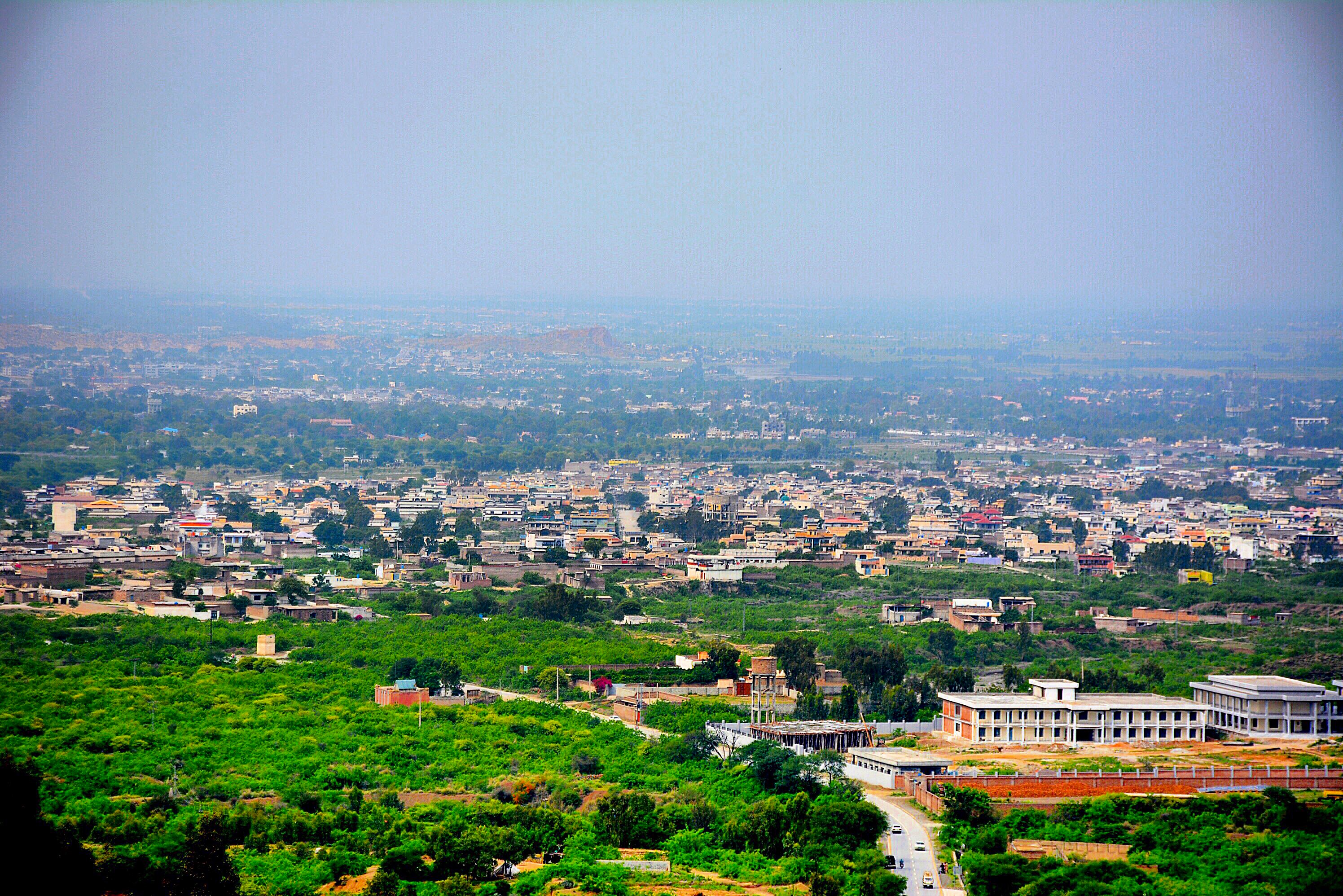
Nowshera.

| Ville         | Population (rec. 2023) |
| ------------- | ---------------------- |
| Peshawar      | 1 905 975              |
| Nowshera      | 122 953                |
| Charsadda     | 120 170                |
| Shabqadar     | 102 340                |
| Jehangira     | 57 011                 |
| Jamrud        | 56 642                 |
| Pabbi         | 52 701                 |
| Amangarh      | 42 159                 |
| Landi Kotal   | 38 065                 |
| Risalpur      | 36 074                 |
| Tangi         | 35 659                 |
| Utmanzai      | 34 257                 |
| Akora Khattak | 29 750                 |

### Districts
| District  | Chef-lieu   | Superficie (km²) | Pop. (2023) | Densité (hab./km²) | Alphabétisée | urbains | pop. - 5 ans |
| --------- | ----------- | ---------------- | ----------- | ------------------ | ------------ | ------- | ------------ |
| Peshawar  | Peshawar    | 1 257            | 4 758 762   | 3 786              | 53 %         | 40 %    | 14,5 %       |
| Nowshera  | Nowshera    | 1 748            | 1 740 705   | 996                | 57 %         | 20 %    | 14,0 %       |
| Charsadda | Charsadda   | 996              | 1 835 504   | 1 843              | 51 %         | 17 %    | 15,3 %       |
| Khyber    | Landi Kotal | 2 756            | 1 146 267   | 445                | 38 %         | 8 %     | 17,1 %       |
| Mohmand   | Ghalanai    | 2 296            | 553 933     | 241                | 31 %         | 0 %     | 17,3 %       |